# Babyshambles
Babyshambles is een Engelse indierockband gevormd rond zanger Pete Doherty, die zijn muzikale carrière begon bij The Libertines. De Britse groep heeft tot dusver drie albums uitgebracht, te weten Down In Albion (2005), Shotter's Nation (2007) en Sequel To The Prequel (2013). Down In Albion werd geproduceerd door Mick Jones, voormalig lid van The Clash. Onder Shotter's Nation staat de handtekening van Stephen Street, onder andere bekend van zijn werk met Blur.

## Biografie
Zanger Pete Doherty begon zijn carrière bij The Libertines. The Libertines gingen uit elkaar vanwege de alcohol- en drugsproblemen van Pete Doherty. Doherty vormde zijn eigen band, Babyshambles. De overige Libertines, onder wie de andere zanger Carl Barât gingen zonder Pete Doherty verder als Dirty Pretty Things. Na een moeizame aanloopperiode stabiliseerde de bezetting zich in de zomer van 2004. Vanaf toen bestond Babyshambles uit het viertal Pete Doherty (zanger), Patrick Walden (gitaar), Gemma Clarke (drum) en Drew McConnell (bas). Van deze originele bezetting zijn alleen Doherty en McConnell nog over. De plekken van Patrick Walden en Gemma Clarke zijn overgenomen door Mick Whitnall en Adam Ficek. Ondertussen is ook Adam Ficek weg, Babyshambles' voorlopige drummer is nu ex-Supergrass drummer Danny Goffey.
Op 18 januari 2006 werd bekend dat Babyshambles een contract voor drie albums had getekend bij platenlabel Parlophone. Deze samenwerking heeft geleid tot het uitbrengen van The Blinding EP in 2006 en de recentere verschijning van het album Shotter's Nation.
In het najaar van 2007 begon Babyshambles met een Arena Tour. Babyshambles speelde onder andere in de Wembley Arena in London, de MEN Arena in Manchester, Birmingham's National Indoor Arena, de Effenaar in Eindhoven en Paradiso.

## Discografie
Het debuutalbum van Babyshambles, genaamd Down In Albion, kwam 14 november 2005 uit. Van dit album kwamen de singles Killamangiro, welke eerst de titel Kill A Man For His Giro had, Fuck Forever en Albion.
Op 4 december 2006 bracht de groep The Blinding EP uit. Van dit album is de titelsong The Blinding als single verschenen. Deze ep bevat 5 nummers en was een voorproefje van een nieuw album dat op 1 oktober 2007 verscheen.
In tegenstelling tot geruchten op verschillende forums heet dit album Shotter's Nation en niet French Dog Blues. De eerste single van Shotter's Nation heet Delivery en stond een week na release op de zesde plaats in de BBC Singles Chart. De tweede single van dit album is You Talk.

### Albums
- Down In Albion (14 november 2005) - Nr. 10 UK
- The Blinding EP (4 december 2006)
- Shotter's Nation (1 oktober 2007) - Nr. 5 UK
- Sequel To The Prequel (3 september 2013) - Nr. 10 UK

### Singles
- Babyshambles (2004) - Nr. 32 UK
- Killamangiro (2004) - Nr. 8 UK
- Fuck Forever (2005) - Nr. 4 UK
- Albion (2005) - Nr. 8 UK
- Janie Jones (2006) - Nr. 17 UK
- The Blinding (2006)
- Delivery (2007) - Nr. 6 UK
- You Talk (2007) - Nr. 54 UK